# Dödens port
Dödens port, engelsk originaltitel: The Death Gate Cycle, är en bokserie skriven av de amerikanska författarna Margaret Weis och Tracy Hickman. Bokserien innefattar sju böcker (varav 4 är översatta till svenska) och sorteras under fantasy.

## Handling
I böckerna skildras en bitter kamp mellan två raser av "halvgudar". De filosofiska och mystikinfluerade Sartan och de mer akademiska och hektiska Patrynierna. Dessa bägge raser brukar den mäktiga runmagin och betraktar de raser som inte behärskar denna (människor, alver och dvärgar) som lägre stående.
Efter en lång kamp avgår Sartan med seger genom att splittra världsalltet. Ur spillrorna av den gamla världen skapar Sartan fyra nya världar. De nya världarna är sammanbundna genom Dödens port.
De besegrade Patrynierna förvisas till ett mycket speciellt fängelse. Vissa av dessa lyckas mot alla odds och efter lång tid fly. De få som lyckas fly är besatta av en tanke: hämnd.

## Böckerna i serien
| Engelsk utgivning  | Engelsk utgivning | Svensk utgivning | Svensk utgivning |
| Titel              | År                | Titel            | År               |
| ------------------ | ----------------- | ---------------- | ---------------- |
| Dragon Wing        | 1990              | Drakvingar       | 1997             |
| Elven Star         | 1990              | Alvstjärna       | 1997             |
| Fire Sea           | 1991              | Eldhav           | 1998             |
| Serpent Mage       | 1992              | Ormmagi          | 1998             |
| The Hand of Chaos  | 1993              | –                | –                |
| Into the Labyrinth | 1993              | –                | –                |
| The Seventh Gate   | 1994              | –                | –                |